# Décorrélation
La décorrélation est un terme général désignant tout processus utilisé pour réduire l'autocorrélation d'un signal ou la corrélation croisée d'un ensemble de signaux, tout en préservant les autres aspects du signal. Une méthode fréquemment utilisée de décorrélation est l'utilisation d'un filtre linéaire équivalent afin de réduire l'autocorrélation d'un signal autant que possible. Comme l'autocorrélation minimale possible pour une énergie de signal donné est obtenue en égalisant le spectre de puissance du signal pour le rendre semblable à celui d'un signal de bruit blanc, ceci est souvent appelé blanchiment du signal.
Bien que la plupart des algorithmes de décorrélation soient linéaires, des algorithmes de décorrélation non linéaires existent également.
De nombreux algorithmes de compression de données intègrent une étape de décorrélation. Ainsi de nombreux codeurs à transformation appliquent  d'abord une transformation linéaire fixe qui en moyenne devrait avoir l'effet de décorréler un signal typique de la catégorie à coder, avant tout traitement ultérieur. C'est typiquement une transformée de Karhunen-Loève, ou une approximation simplifiée comme la transformée en cosinus discrète.
Par comparaison, les codeurs de sous-bande n'ont généralement pas une étape de décorrélation explicite, mais exploitent au contraire la corrélation réduite déjà existante au sein de chacune des sous-bandes du signal, en raison de la relative planéité de chaque sous-bande du spectre de puissance dans de nombreuses catégories de signaux.
Les codeurs à prédiction linéaire peuvent être modélisés comme une tentative de décorréler les signaux en soustrayant la meilleure prédiction linéaire possible du signal d'entrée, laissant un signal résiduel blanchi.
Les techniques de décorrélation peuvent également être utilisées dans de nombreux autres cas, tels la réduction de la diaphonie dans un signal multicanal, ou la conception des annuleurs d'écho.
Dans le traitement d'image, les techniques de décorrélation permettent d'améliorer ou d'étirer les différences de couleur au sein de chaque pixel d'une image. On la nomme généralement 'allongement par décorrélation'.
Le concept de décorrélation peut être appliqué dans de nombreux autres domaines. En neurosciences, la décorrélation est utilisée dans l'analyse des réseaux de neurones dans le système visuel humain. En cryptologie, elle est utilisée dans l'algorithme de chiffrement (voir théorie de décorrélation) et dans la conception de générateurs de nombres aléatoires informatique.